# Língua jukude
O jukude ou máku (máku-auari) foi uma língua indígena brasileira extinta falada pelos índios jukudeitse, no estado de Roraima no Brasil e na Venezuela.
É uma língua ainda não classificada.

## Comparação lexical
Alguns paralelos lexicais entre o Maku/Jukude e o Saliba (Jolkesky 2016):
| Português | Maku             | Saliba    |
| --------- | ---------------- | --------- |
| eu        | tse-; tsi-       | ʧ(ĩ)-     |
| tu        | ke-              | kʷ-/k-/ɡ- |
| arco      | ʤimalowa         | ʤipaʔo    |
| avô       | baʔtsi           | -ãsi      |
| batata    | weʃikʉ           | eeʧe-ha   |
| bom       | eːdi             | õde       |
| dia       | keʔlia           | ɲokudia   |
| enɡuia    | alimju           | arimina   |
| ɡrande    | bote             | ɡodi/wodi |
| homem     | laːsəba          | ũbe       |
| mama      | ʧʉʧʉ             | ʤuʔʤu     |
| paś saro  | hite; iːde ‘asa’ | jĩde      |
| pedra     | liːne            | inā-      |
| savana    | sukute ‘savana’  | nuɡuʔʤa   |
| verde     | nʉʧʉ             | noʧi      |